# Eduard Lamas
Lamas  Alsina est un nom espagnol. Le premier nom de famille, en général paternel, est Lamas ; le second, en général maternel, souvent omis, est Alsina.
Eduard Lamas Alsina, né le 16 décembre 1990 à Súria (Catalogne), est un joueur international de rink hockey.  Il joue au poste de défenseur et de milieu au H.C. Liceo de La Coruña, son club formateur. Il est le fils d'Eduardo Lamas Sánchez et le frère de Josep Lamas Alsina.

## Parcours
Eduard Lamas commence la pratique du rink hockey dans les catégories jeunes du H.C. Liceo. Il y gagne deux championnats jeune d'Espagne. Durant la saison 2008-2009, il évolue au Club Patín Cerceda, avec qui il joue en première division puis accédant a la OK Liga. En 2009-2010, il poursuit dans ce même club au plus haut niveau d'Espagne. La saison suivante il revient au H.C. Liceo.
Les plus grandes réalisations de Lamas sont dans les catégories jeunes de l'équipe d'Espagne, avec laquelle il est proclamé champion d'Europe junior en 2007 et junior en 2008, champion du monde des moins de 20 ans en 2007 et 2009 et champion de la Coupe Latina U23 en 2010.